# Lauret (Landes)
Lauret é uma comuna francesa na região administrativa da Nova Aquitânia, no departamento Landes. Estende-se por uma área de 7,1 km². Em 2010 a comuna tinha 87 habitantes (densidade: 12,3 hab./km²).